# Denfield McNab
Denfield McNab (nascido em 4 de maio de 1943) é um ex-ciclista olímpico belizenho. Representou sua nação nos Jogos Olímpicos de Verão de 1968, na prova de perseguição por equipes.